# Közlekedési, Hírközlési és Vízügyi Minisztérium
A Közlekedési, Hírközlési és Vízügyi Minisztérium (rövidítése:KHVM) a Magyar Köztársaság egyik minisztériuma volt 1990 és 2000 között.

## Székhelye
1077 Budapest, Dob u. 75-81.

## Története
Antall József miniszterelnök 1990-ben nevezte ki a rendszerváltás utáni első közlekedési és hírközlési miniszterré Siklós Csabát. Hamarosan a vízügyi ágazatot is az ő hatáskörébe vonták. 1990. október 15-én az Országgyűlés elfogadta az 1990. évi LXVIII. törvényt, amelynek alapján megalakult a Közlekedési, Hírközlési és Vízügyi Minisztérium (KHVM) Siklós Csaba vezetésével. Feladatai közé tartozott – többek között –  a bős–nagymarosi vízlépcsővel kapcsolatos hosszú vita rendezése.
A KHVM-ben a vízügyek felelőse Németh Miklós helyettes államtitkár lett, akit ebben a beosztásában Hajós Béla helyettes államtitkár követett. A Minisztériumon belül megalakult az Országos Vízügyi Főigazgatóság, Varga Miklós főigazgató irányításával. Siklós Csabát miniszterként 1993 február 23-tól Schamschula György követte.
A minisztériumi változás maga után vonta a területi változásokat is: a Tiszántúli Környezetvédelmi és Vízügyi Igazgatóságból (TIKÖVIZIG) 1990. decemberében kivált a Tiszántúli Környezetvédelmi Felügyelőség (TIKÖFE), az Igazgatóság pedig visszanyerte régi nevét, s újra Tiszántúli Vízügyi Igazgatóság lett.
A KHVM vezetője az 1994. évi választások után Lotz Károly (SZDSZ) lett (1994. július 15-től 1998. július 7-ig). Politikai államtitkár: Kovács Kálmán (SZDSZ) volt. 1990. június 1-jétől 1999. szeptember 30-áig dr. Gyurkovics Sándor volt a tárca közigazgatási államtitkára.
A miniszter az 1998-as választások után pedig előbb Katona Kálmán, majd Nógrádi László, ezt követően pedig Fónagy János lett.
2000-ben kivált a KHVM-ből a hírközlés, a minisztérium új neve Közlekedési és Vízügyi Minisztérium (KVM) lett.